# Narang Aw Badil (huyện)
Narang là một huyện thuộc tỉnh Konar, Afghanistan. Dân số thời điểm năm 1999 là 22,552 người.